# Омельченко Роман Миколайович
Рома́н Микола́йович Оме́льченко (26 грудня 1973 — 18 липня 2016) — солдат Збройних сил України, учасник російсько-української війни.

## Життєпис
Народився 1973 року в місті Лубни (Полтавська область). Створив сім'ю, виховували дітей.
2015 року мобілізований; солдат, механік-водій БМП-2, 93-тя бригада.
18 липня 2016-го увечері поблизу села Кримське (Новоайдарський район) під час патрулювання місцевості зі сторони нейтральної території група військовослужбовців 93-ї бригади була обстріляна силами терористів з гранатометів і кулеметів, після цього зав'язався бій, поранень зазнало 3 бійці. БМП-2, що виїхала на допомогу та для евакуації, підірвалася на замаскованій протитанковій міні. Загинув Роман Омельченко, старший лейтенант Володимир Цірик поліг при близькому вогневому контакті. Серед поранених — товариш та однокурсник Володимира Цірика, командир 7-ї роти Олександр Сак («Стафф»).
Без Романа лишилися батьки, дружина, сини 2000 р.н. й 2013 р.н.
Похований у селі Піски (Лубенський район).

## Нагороди та вшанування
- указом Президента України № 476/2016 від 27 жовтня 2016 року «за особисту мужність і високий професіоналізм, виявлені у захисті державного суверенітету та територіальної цілісності України, вірність військовій присязі» — нагороджений орденом «За мужність» III ступеня (посмертно)[1].